# بایوال
بایوال (به فرانسوی: Bailleval) یک کمون (فرانسه) در فرانسه است که در canton of Liancourt واقع شده‌است. بایوال ۸٫۰۱ کیلومتر مربع مساحت دارد ۶۵ متر بالاتر از سطح دریا واقع شده‌است.